# Javier Fergo
Javier Fernández González, conocido popularmente como Javier Fergo (Jerez de la Frontera, Cádiz, 1980-Jerez de la Frontera, 6 de septiembre de 2022), fue un fotoperiodista español. Fue fotógrafo del Festival de Jerez.

## Biografía
Nacido en la localidad gaditana de Jerez de la Frontera, desde pequeño tuvo vocación por el mundo de la fotografía. Cuando tenía veinte años se trasladó al Reino Unido para cursar un Btec National Diploma in Photography y un Higher National Diploma in Photography en Bristol. En 2005 regresó a España para trabajar en el Diario de Jerez y en La Voz de Cádiz.
En 2013 comenzó a trabajar como freelance, colaborando en fotografía y en vídeo con diversas publicaciones y agencias de noticias nacionales e internacionales como Eldiario.es, El Mundo, El País, NRC Handelsblad, The Wall Street Journal, The Washington Post y The New Yorker.
Durante los últimos años de su actividad profesional fue colaborador de la agencia de noticias The Associated Press. Fue también fotógrafo oficial del Flamenco On Fire de Pamplona entre 2015 y 2021. 
Sus trabajos se centraron en conflictos bélicos (la guerra de Ucrania, entre otros), el drama de inmigrantes y refugiados, sin olvidar al mundo del flamenco —era el fotógrafo del Festival de Jerez—. sin olvidar al mundo del flamenco. En 2023, el Festival de Jerez le dedicó una exposición póstuma con imágenes suyas del festival. 
Javier Fergo falleció el 6 de septiembre de 2022, mientras se recuperaba de dolencias cardiacas, a los 42 años, cuando estaba a punto de contraer matrimonio con su compañera Tere.

## Premios
Recibió diversos premios, entre los que destacan:
- Mención de honor en los IPA (2016) por Immigratio.
- Mención de honor en los Monovision Photography Award en varias ediciones.
- UNESCO Humanity Photo Award
- British Journalism Awards (2019) a Fotoperiodista del año en el Reino Unido
- 3er Premio en el Chris Hondros Memorial Award (2019), concedido por el Atlanta Photojournalism Seminar.
- PREMIO IMAGENERA 2020 que otorga la Junta de Andalucía a través del Centro de Estudios Andaluces, por su trabajo Los invisibles de la pandemia.